# Gautam Adani
Gautam Shantilal Adani (Ahmedabad, 24 de junio de 1962) es un industrial multimillonario indio que es presidente y fundador de Grupo Adani, un conglomerado multinacional involucrado en el desarrollo y operaciones portuarias en India. Adani ha sido descrito como cercano al primer ministro indio Narendra Modi y su partido gobernante derechista Bharatiya Janata. Esto ha dado lugar a acusaciones de amiguismo, ya que sus empresas han ganado muchos contratos gubernamentales de energía e infraestructura de la India después de que Modi se fuera nombrado primer ministro de la India. En enero de 2023, tras las acusaciones de manipulación de acciones y fraude, la fortuna personal de Adani se desplomó en más de un 73 % a un valor estimado de 33 400 millones de USD al 27 de febrero de 2023, cayendo al puesto 39 en el índice de multimillonarios de Forbes y Bloomberg.

## Biografía
Gautam Adani nació en una familia de 8 hijos; su padre es un pequeño comerciante textil de Guyarat. Desde los 18 años se fue a Bombay a pulir diamantes. Su hermano mayor lo reclutó para crear una pequeña empresa de fabricación de plástico, pero tuvo dificultades para obtener polímeros debido a las cuotas impuestas por el gobierno. En 1985 ocurre lo que él llama el primer punto de inflexión de su carrera, cuando el gobierno suprime las cuotas de importación. A continuación, puede participar en el comercio.
En 1994 ganó un contrato para gestionar el puerto de Mundra. En 1995 llegó el segundo punto de inflexión, cuando decidió emprender actividades portuarias. Amigo del ministro principal de Guyarat, Narendra Modi, obtuvo de él en 2001 los derechos para operar la infraestructura ubicada en la costa norte del Golfo de Kutch por un período de treinta años. En 2003, Modi le concedió la autorización para crear una zona económica especial, exenta en particular de las normas comunes de tributación, que le permitirá aumentar considerablemente su fortuna.
Luego se convirtió en un especialista en importación y exportación. Importa derivados del petróleo, carbón y productos agrícolas, especialmente frutas. A principios de la década de 2000-2010, se convirtió en el mayor importador de carbón de la India. En 2006 comenzó a construir centrales eléctricas de carbón. Para asegurar el suministro, compró 2 minas de carbón en Australia entre 2009 y 2012. Al mismo tiempo, realizaba especulaciones inmobiliarias en las grandes ciudades de la India. Cerca de Narendra Modi, hizo su ascenso siguiendo sus pasos. Entre 2002 y 2014, mientras Narendra Modi gobernaba Guyarat, los activos de Gautam Adani pasaron de 70 millones a 7 mil millones de dólares. Su grupo es apoyado por el Estado para la asignación de licencias o la firma de contratos. En 2019, el gobierno del primer ministro Narendra Modi se embarcó en un vasto programa de privatización de aeropuertos. El grupo Adani, que no tiene experiencia en la materia, obtiene seis infraestructuras.En 2020, Adani adquirió las acciones del operador GVK en el aeropuerto de Bombay, gracias a la presión ejercida por la agencia gubernamental para la represión del fraude y la Oficina Central de Investigación de GVK, que se negó a vender.
En mayo de 2020 ganó un contrato para crear la planta de energía solar fotovoltaica más grande del mundo. En mayo de 2022, la familia Adani compra Cementos Ambuja por 10.600 millones de dólares. En agosto de 2022, dijo que quería adquirir RRPR Holding, que posee el 29% de NDTV, un canal de medios conocido por su oposición al gobierno de Narendra Modi. Este proyecto suscita una ola de protestas ya que él mismo es amigo personal de Narendra Modi11. Si este proyecto tuviera éxito, la mayoría de los medios indios estarían en manos de personas cercanas al primer ministro. En septiembre de 2022, es el 2.º más rico del mundo, con 148.000 millones de dólares, valor calculado sobre la base de la capitalización bursátil de su conglomerado, aunque muy endeudado.